# Скала на Меркали – Канкани – Зиберг
Ска̀лата на Меркали – Канкани – Зиберг е сеизмична ска̀ла за отчитане силата на земетресенията чрез ефекта, който те оказват върху постройките и хората. Създадена е през 1902 от италианския вулканолог Джузепе Меркали. Това е най-употребяваната скала преди въвеждането на скалата на Рихтер.
При сравнение със Скалата на Омори, използван в Япония, трябва да се има предвид, че I степен от нея отговаря на VI степен от скалата на Меркали – Канкани – Зиберг.
| Степен | Ефект |
| ------ | --- |
| I      | Усеща се само при благоприятни условия и то от много малко хора. |
| II     | Усещат се само от чувствителни хора по високите етажи на сградите; леки висящи предмети се клатят едва забележимо. |
| III    | Усеща се само в затворени помещения, по високите етажи на сградите; много хора не разбират, че има земетресение; спрелите автомобили се люлеят леко; вибрации, като от преминаващ товарен автомобил.                                                                                       |
| IV     | През деня се усеща в затворени помещения от много хора, извън тях от малко; през нощта малко хора се събуждат; прозорците, вратите и домашната посуда тракат леко; стените издават скърцащ звук; спрелите автомобили се люлеят забележимо.                                                 |
| V      | Усеща се от почти всички; спящите се събуждат; чупят се единични чинии от домашната посуда; понякога пада хоросан от стените; прекатурват се нестабилни предмети; високите предмети се клатят; може да спре часовникът с махало.                                                           |
| VI     | Усеща се от всички; хората напускат помещенията; тежките мебели се местят; пада хоросан от стените; леки повреди по комините; незначителни повреди по сградите. |
| VII    | Всички напускат сградите; слаби повреди по добре конструираните сгради, значителни по леките постройки; някои комини падат; усеща се в движещ се автомобил. |
| VIII   | Значителни разрушения по масивните сгради с частични срутвания; сериозни разрушения по леките постройки, панелените стени се откачат от рамките си; срутват се фабрични комини, стени, колони, паметници; в малки количества извират пясък и тиня; промени в дебита на минералните извори. |
| IX     | Сериозни разрушения по масивните сгради, панелените стени се срутват; големи разрушения по леките постройки, чести срутвания; сериозни земни цепнатини; повреди в подземната инфраструктура.                                                                                               |
| X      | Повечето сгради са срутени; големи земни цепнатини; повреди по жп линиите; значителни свличания по речните брегове; извират пясък и тиня в големи количества; на някои места извира вода.                                                                                                  |
| XI     | Почти няма оцелели сгради; мостовете са рухнали; появяват се широки земни цепнатини; подземната инфраструктура е тотално унищожена; земни хлътвания, свлачища и разседни премествания; големи разрушения по жп линиите.                                                                    |
| XII    | Пълна разруха. |